# Бара Венеција
Бара Венеција је урбано насеље у Београду на општини Савски венац, непосредно уз обалу реке Саве.

## Положај
Простире се од ушћа Топчидерске реке у Саву на југозападу до Карађорђе улице на североистоку. У XIX веку овде се налазило тресетиште које је повремено плавила Сава за време високих вода, па се формирала велика бара. Ту су живеле бројне занатлије које су правиле ћерамиду, али и Роми. Због тога се овај крај у прошлости називао „Циганска бара“.

## Развој
Након ослобођења од Турака 1867. године и предаје кључева града, материјал срушене Стамбол капије насипан је у Бара Венецији. Насипање је настављено и за време изградње железничке пруге и станице 1884, а завршено је током 1930-их када је сазидан Београдски сајам. Име Бара Венеције настало је крајем XIX века, а назив потиче од бара које су се ту налазиле и италијанског града Венеција.
На обали Саве код данашњег сајма се налазило "купатило", тј. купалиште, "Шест топола". На лето 1923. ту је подигнута и зграда веслачко-пливачког клуба "Београд".
Данас је Бара Венеција четврт у којој се налази индустријски хангари, депои, железничка пруга, аутобуске станице и на самом крају Београдски сајам и хотел Бристол. Током 1984. и 2006. године Бара Венеција је била под водом током великих поплава.